# Iggelbach
Iggelbach ist ein Ortsteil der Gemeinde Elmstein im rheinland-pfälzischen Landkreis Bad Dürkheim und hat rund 800 Einwohner.

## Lage
Iggelbach liegt auf 375 m ü. NHN zentral in der Frankenweide, wie der mittlere Teil des Pfälzerwaldes genannt wird, im südlichen Gemeindegebiet. Der Ort ist von Waldflächen umgeben. Der namensgebende Iggelbach, ein orographisch linker Nebenfluss des Helmbach, durchfließt in Ost-West-Richtung in einem sogenannten Hochtal den Ort. Im näheren Einzugsgebiet befinden sich mehrere Berge wie der Brogberg im Westen, der Blattberg sowie der Schindhübel im Südwesten, die Bloskülb im Nordwesten und der Bierenberg im Südosten. Mit der Himmelsbuche, der Gamsbuche, der Mittelseiche, der Brandbuche, dem Stammingerbrunnen, dem Katzenbrunnen, dem Schillermannbrunnen, den Windlöchern und der Bloskülbrundsicht befinden sich im Umkreis außerdem mehrere Naturdenkmale.

## Geschichte
„Uegelnbach“ wird erstmals im Jahr 1399 geschichtlich erwähnt und als zugehöriger Weiler der Burg Elmstein genannt. Der Dreißigjährige Krieg führte zum Niedergang des Dorfes, das erst im frühen 18. Jahrhundert, vornehmlich durch Familien aus der Schweiz, Tirol, Bayern und von Hugenotten wiederbesiedelt wurde. Bis Ende des 18. Jahrhunderts gehörte der Ort zur Kurpfalz. Bereits um 1800 bildete Iggelbach mit dem benachbarten Elmstein eine Gemeinde. 1928 hatte Iggelbach 725 Einwohner, die in 135 Wohngebäuden lebten. Sowohl die Katholiken als auch die Protestanten gehörten seinerzeit zur Pfarrei von Elmstein. Am 18. Februar 1988 stürzte außerdem ein zur Zweibrücken Air Base gehörendes Militärflugzeug im Umkreis von Iggelbach ab.

## Infrastruktur
Das 1909 eröffnete in Elmstein endende Kuckucksbähnel brachte ebenso für Iggelbach eine Verbesserung der Verkehrsverhältnisse mit sich; mittlerweile dient es ausschließlich dem Museumsverkehr. Durch Iggelbach verläuft die Kreisstraße 17, die ihn mit Elmstein verbindet. Nach Westen führt außerdem eine Straße, die ihn mit der Bundesstraße 48 und dem Eschkopf verbindet; in diesem Bereich befinden sich zudem zwei Rittersteine. Der Ort ist über die Buslinie 517 des Verkehrsverbundes Rhein-Neckar, die ihn mit dem Neustadt an der Weinstraße sowie mit Lambrecht (Pfalz) verbindet, an den Nahverkehr angeschlossen. Während der Sommersaison bindet sie zusätzlich Johanniskreuz und Speyerbrunn an. Zudem liegt Iggelbach an der Route eines Wanderweges, der mit einem grün-gelben Kreuz markiert ist. Dieser verbindet Iggelbach unter anderem mit Bexbach, Neustadt an der Weinstraße und Ludwigshafen am Rhein. Mit dem Ortskern existiert vor Ort eine Denkmalzone; hinzu kommen insgesamt sieben Einzeldenkmäler, darunter die protestantische Kirche. Im Ort befindet sich außerdem ein Pavillon der Freireligiösen Landesgemeinde Pfalz.

## Söhne und Töchter des Ortes
- Werner S. Nicklis (1920–2002), Pädagoge
- Rudolf Kühner (* 1952), Regierungspräsident in Karlsruhe